# بالگیوسان
بالگیوسان (به لاتین: Balgyosan) یک کوه در کره جنوبی است که در کره جنوبی واقع شده‌است. بالگیوسان ۹۹۸ متر بالاتر از سطح دریا واقع شده‌است.